# マジシャンロード
『マジシャンロード』 (Magician Lord) は、1990年にアルファ電子（後のADK）がMulti Video System（業務用ネオジオ）向けに制作したアクションゲーム。家庭用ネオジオ版も同年4月26日に発売された。本作は後に発売された『クロスソード』と『クロスソードII』の二作と合わせて、ベルカナ三部作となっている。

## 解説
ADK（アルファ電子）NEO-GEO参入第1弾。1990年代にネオジオCD版（1994年10月31日発売）が発売して以降長らく他のゲーム機に移植されなかったが、2007年9月28日にWiiのバーチャルコンソールで配信された。また、2009年5月21日にPSPソフト『SNK ARCADE CLASSICS Vol.1』として復刻、2010年12月22日にはオンライン協力プレイ、アドホックプレイ対応でPS3・PSPダウンロードソフトとしてリリースされている。更にアケアカNEOGEOの1作品として2017年8月17日にPS4・Xbox One・Nintendo Switchで、2018年4月27日にPC（Windows 10）で、2022年6月9日にiOS・Androidでそれぞれ配信されている。

## ストーリー
カダシスという国の支配を目論み、破壊神「アズ･アトース」の召喚を企てた魔人「ガル・アジース」が封印を破り甦った。

かつての英雄「マジシャンロード」の末裔である魔術師エルタは世界を救うために立ち上がる。

## 変身
宝箱から出現する火(赤色)・水(青色)・風(緑色)のエレメンタル(球状のアイテム)を二つ組み合わせる事で、エルタは以下のキャラクターに変身できる。
ドラゴンウォーリアー (火＋火)
炎を吐く。射程は短いが攻撃力が高い。
シノビ（忍）(火＋風)
身軽で攻撃力もそれなりに高い。利用度が高いキャラクター。
ライジン (風＋風)
主人公を囲む様に電気を発生させ攻撃をする。ジャンプ力が高い。
サムライ（侍）(風＋水)
刃をブーメランの様に飛ばし攻撃する。エレメンタルの配置上、あまり変身出来ない。
ポセイドン (水＋水)
『魔界村』のたいまつの様な攻撃をする。移動速度が遅い。
ウォーターマン (水＋火)
小さい水柱を起こし攻撃をする。雑誌『ゲーメスト』では全く使えないキャラと酷評された。

## ステージ構成
- ステージ1　邪神の谷　　　　かつては聖地であったが、魔物により荒廃した。
- ステージ2　魔の鉱山へ　　　樹々の根に覆われた炭坑の町。
- ステージ3　異空間への街道　骨や臓器など体内をモチーフとしたグロテスクなステージ。
- ステージ4　悪魔の城
- ステージ5　恐怖の地下道　　城の地下に広がる地下道。大量のカエルが巨大化し襲いかかってくる。
- ステージ6　地獄への廊下　　荒廃と化した宮殿のステージ。
- ステージ7　ガル・アジース
- ステージ8　破壊神復活　　　最終ステージ。

## その他
- クトゥルフ神話に影響を受けたゲーム。
- 開発者によると試作品の段階では難易度が甘かったらしい。
- 中ボスを倒した後、ガル・アジースが登場しエルタに向かってセリフを発する。このセリフは開発者の声で行われた。
- 本作は「前期ROM版」(戻り復活・オープニングデモ有り・体力上限6)、「後期ROM版」(その場復活・オープニングデモ省略・体力上限4)、「CD版」(その場復活・オープニングデモ有り・体力上限5)の3バージョンが存在する(後期ROM版は発売時期により「紙箱版」と「プラスチック箱版」もある)。これは海外と日本のプレイヤー事情を検討した結果との事。
- ネオジオCD版にはガル・アジースの英語のセリフ（海外版仕様）が収録されている。CDプレーヤーで再生すると確認できる。